# Clathria
Clathria is een geslacht van sponzen uit de familie van de gewone sponzen (Demospongiae).

## Soorten
- Clathria (Thalysias) abietina (Lamarck, 1814)
- Clathria (Wilsonella) abrolhosensis Hooper, 1996
- Clathria (Clathria) acanthostyli (Hoshino, 1981)
- Clathria (Clathria) acanthotoxa (Stephens, 1916)
- Clathria (Microciona) aceratoobtusa (Carter, 1887)
- Clathria (Microciona) aculeofila Aguirre, Hooker, Willenz & Hajdu, 2011
- Clathria (Microciona) adioristica (de Laubenfels, 1953)
- Clathria (Microciona) affinis (Carter, 1880)
- Clathria (Microciona) africana (Lévi, 1952)
- Clathria (Thalysias) amabilis (Thiele, 1905)
- Clathria (Thalysias) amirantiensis Hooper, 1996
- Clathria (Microciona) anancora (Topsent, 1904)
- Clathria (Clathria) anchorata (Carter, 1874)
- Clathria (Microciona) angularis (Sarà & Siribelli, 1960)
- Clathria (Clathria) angulifera Dendy, 1896
- Clathria (Thalysias) anomala (Burton, 1933)
- Clathria (Microciona) anonyma (Burton, 1959)
- Clathria (Microciona) antarctica (Topsent, 1917)
- Clathria (Clathria) anthoides Lévi, 1993
- Clathria (Clathria) antyaja (Burton & Rao, 1932)
- Clathria (Thalysias) aphylla Hooper, 1996
- Clathria (Thalysias) araiosa Hooper & Lévi, 1993
- Clathria (Thalysias) arborescens (Ridley, 1884)
- Clathria (Clathria) arbuscula (Row, 1911)
- Clathria (Clathria) arcuophora Whitelegge, 1907
- Clathria (Microciona) armata (Bowerbank, 1862)
- Clathria (Thalysias) arteria (de Laubenfels, 1954)
- Clathria (Thalysias) aruensis (Hentschel, 1912)
- Clathria (Microciona) ascendens (Cabioch, 1968)
- Clathria (Clathria) asodes (de Laubenfels, 1930)
- Clathria aspera Gammill, 1998
- Clathria (Microciona) assimilis Topsent & Olivier, 1943
- Clathria (Clathria) atoxa (Bergquist & Fromont, 1988)
- Clathria (Microciona) atrasanguinea (Bowerbank, 1862)
- Clathria (Wilsonella) australiensis Carter, 1885
- Clathria (Clathria) axociona Lévi, 1963
- Clathria (Clathria) barleei (Bowerbank, 1866)
- Clathria (Thalysias) basiarenacea (Boury-Esnault, 1973)
- Clathria (Microciona) basifixa (Topsent, 1913)
- Clathria (Clathria) basilana Lévi, 1961
- Clathria (Axosuberites) benguelaensis Samaai & Gibbons, 2005
- Clathria (Clathria) biclathrata Hooper & Wiedenmayer, 1994
- Clathria (Microciona) bitoxa (Burton, 1930)
- Clathria (Thalysias) bitoxifera (Koltun, 1970)
- Clathria (Clathria) borealis Hooper, 1996
- Clathria (Microciona) brepha (de Laubenfels, 1930)
- Clathria (Microciona) bulboretorta (Carter, 1880)
- Clathria (Clathria) bulbosa Hooper & Lévi, 1993
- Clathria (Microciona) bulbotoxa van Soest, 1984
- Clathria (Clathria) burtoni Hooper, 1996
- Clathria (Thalysias) cactiformis (Lamarck, 1814)
- Clathria (Clathria) caelata Hallmann, 1912
- Clathria (Microciona) calla (de Laubenfels, 1934)
- Clathria (Thalysias) calochela (Hentschel, 1912)
- Clathria (Clathria) calopora Whitelegge, 1907
- Clathria (Clathria) calypso Boury-Esnault, 1973
- Clathria (Microciona) campecheae Hooper, 1996
- Clathria (Axosuberites) canaliculata (Whitelegge, 1906)
- Clathria (Thalysias) cancellaria (Lamarck, 1814)
- Clathria (Wilsonella) cercidochela (Vacelet & Vasseur, 1971)
- Clathria (Thalysias) cervicornis (Thiele, 1903)
- Clathria (Clathria) chelifera (Hentschel, 1911)
- Clathria (Cornulotrocha) cheliradians (Topsent, 1927)
- Clathria (Microciona) claudei Hooper, 1996
- Clathria (Wilsonella) claviformis Hentschel, 1912
- Clathria (Microciona) cleistochela (Topsent, 1925)
- Clathria (Microciona) coccinea (Bergquist, 1961)
- Clathria (Thalysias) collosclera van Soest, 2009
- Clathria (Clathria) compressa Schmidt, 1862
- Clathria (Clathria) conectens (Hallmann, 1912)
- Clathria (Clathria) conica Lévi, 1963
- Clathria (Clathria) contorta (Bergquist & Fromont, 1988)
- Clathria (Thalysias) coppingeri Ridley, 1884
- Clathria (Thalysias) coralliophila (Thiele, 1903)
- Clathria (Clathria) coralloides (Olivi, 1792)
- Clathria (Thalysias) coriocrassus (Bergquist & Fromont, 1988)
- Clathria (Thalysias) corneolia Hooper & Lévi, 1993
- Clathria (Thalysias) costifera Hallmann, 1912
- Clathria (Thalysias) craspedia Hooper, 1996
- Clathria (Clathria) crassa (Lendenfeld, 1887)
- Clathria (Thalysias) cratitia (Esper, 1797)
- Clathria (Microciona) ctenichela (Alander, 1942)
- Clathria (Thalysias) cullingworthi Burton, 1931
- Clathria (Dendrocia) curvichela (Hallmann, 1912)
- Clathria (Axosuberites) cylindrica (Ridley & Dendy, 1886)
- Clathria (Thalysias) darwinensis Hooper, 1996
- Clathria (Clathria) dayi Lévi, 1963
- Clathria (Clathria) decumbens Ridley, 1884
- Clathria (Thalysias) delaubenfelsi (Lévi, 1963)
- Clathria (Microciona) dendyi (Bergquist & Fromont, 1988)
- Clathria (Microciona) densa (Burton, 1959)
- Clathria (Clathria) depressa Sarà & Melone, 1966
- Clathria (Microciona) dianae (Schmidt, 1875)
- Clathria dichela sensu Vacelet, Vasseur & Lévi, 1976
- Clathria (Clathria) discreta (Thiele, 1905)
- Clathria (Thalysias) distincta (Thiele, 1903)
- Clathria (Microciona) ditoxa (Stephens, 1916)
- Clathria (Thalysias) dubia (Kirkpatrick, 1900)
- Clathria (Microciona) duplex Sarà, 1958
- Clathria (Dendrocia) dura Whitelegge, 1901
- Clathria (Isociella) eccentrica (Burton, 1934)
- Clathria (Microciona) echinata (Alcolado, 1984)
- Clathria (Clathria) echinonematissima (Carter, 1887)
- Clathria (Clathria) elastica Lévi, 1963
- Clathria (Clathria) elegans Vosmaer, 1880
- Clathria (Dendrocia) elegantula Ridley & Dendy, 1886
- Clathria (Microciona) elliptichela (Alander, 1942)
- Clathria (Thalysias) encrusta Kumar, 1925
- Clathria (Wilsonella) ensiae Hooper, 1996
- Clathria (Thalysias) erecta (Thiele, 1899)
- Clathria (Thalysias) eurypa (de Laubenfels, 1954)
- Clathria (Microciona) fallax (Bowerbank, 1866)
- Clathria (Thalysias) fascicularis Topsent, 1889
- Clathria (Thalysias) fasciculata Wilson, 1925
- Clathria (Axosuberites) fauroti (Topsent, 1893)
- Clathria (Clathria) faviformis Lehnert & van Soest, 1996
- Clathria (Microciona) ferrea (de Laubenfels, 1936)
- Clathria (Thalysias) filifera (Ridley & Dendy, 1886)
- Clathria (Axosuberites) flabellata (Topsent, 1916)
- Clathria (Thalysias) flabellata (Burton, 1936)
- Clathria (Thalysias) flabellifera Hooper & Lévi, 1993
- Clathria (Clathria) foliacea Topsent, 1889
- Clathria (Clathria) foliascens Vacelet & Vasseur, 1971
- Clathria (Wilsonella) foraminifera (Burton & Rao, 1932)
- Clathria (Microciona) frogeti (Vacelet, 1969)
- Clathria (Axosuberites) fromontae Hooper, 1996
- Clathria (Clathria) frondiculata (Schmidt, 1864)
- Clathria (Thalysias) fusterna Hooper, 1996
- Clathria (Clathria) gageoensis Kim & Sim, 2005
- Clathria (Axosuberites) georgiaensis Hooper, 1996
- Clathria (Clathria) gombawuiensis Kim & Sim, 2005
- Clathria (Clathria) gorgonioides (Dendy, 1916)
- Clathria (Microciona) gradalis Topsent, 1925
- Clathria granulata (Keller, 1889)
- Clathria (Microciona) grisea (Hentschel, 1911)
- Clathria (Wilsonella) guettardi (Topsent, 1933)
- Clathria (Microciona) haematodes (de Laubenfels, 1957)
- Clathria (Thalysias) hallmanni Hooper, 1996
- Clathria (Microciona) haplotoxa (Topsent, 1928)
- Clathria (Thalysias) hartmani (Simpson, 1966)
- Clathria (Thalysias) hechteli Hooper, 1996
- Clathria (Microciona) hentscheli Hooper, 1996
- Clathria (Thalysias) hermicola Van Soest, Kaiser & Van Syoc, 2011
- Clathria (Thalysias) hesperia Hooper, 1996
- Clathria (Microciona) heterotoxa (Hentschel, 1929)
- Clathria (Clathria) hexagonopora Lévi, 1963
- Clathria (Thalysias) hirsuta Hooper & Lévi, 1993
- Clathria (Clathria) hispidula (Ridley, 1884)
- Clathria (Clathria) hongdoensis Kim & Sim, 2006
- Clathria (Thalysias) hooperi Samaai & Gibbons, 2005
- Clathria (Clathria) horrida (Row, 1911)
- Clathria (Microciona) hymedesmioides van Soest, 1984
- Clathria (Microciona) illawarrae Hooper, 1996
- Clathria (Dendrocia) imperfecta Dendy, 1896
- Clathria (Clathria) inanchorata Ridley & Dendy, 1886
- Clathria (Isociella) incrustans Bergquist, 1961
- Clathria (Clathria) indica Dendy, 1889
- Clathria (Clathria) inhacensis Thomas, 1979
- Clathria (Clathria) intermedia Kirk, 1911
- Clathria (Clathria) irregularis (Burton, 1931)
- Clathria (Thalysias) isodictyoides (van Soest, 1984)
- Clathria (Microciona) ixauda (Lévi, 1969)
- Clathria (Thalysias) jolicoeuri (Topsent, 1892)
- Clathria (Clathria) juncea Burton, 1931
- Clathria (Thalysias) juniperina (Lamarck, 1814)
- Clathria (Thalysias) kieschnicki Hooper & Wiedenmayer, 1994
- Clathria (Thalysias) kilauea (de Laubenfels, 1951)
- Clathria (Thalysias) koltuni Hooper & Wiedenmayer, 1994
- Clathria (Clathria) koreana Sim & Lee, 1998
- Clathria (Clathria) kylista Hooper & Lévi, 1993
- Clathria (Clathria) laevigata Lambe, 1893
- Clathria (Microciona) laevis (Bowerbank, 1866)
- Clathria (Microciona) lajorei (de Laubenfels, 1954)
- Clathria (Thalysias) lambda (Lévi, 1958)
- Clathria (Axosuberites) lambei (Koltun, 1955)
- Clathria (Microciona) leighensis Hooper, 1996
- Clathria (Thalysias) lematolae Hooper, 1996
- Clathria (Thalysias) lendenfeldi Ridley & Dendy, 1886
- Clathria (Microciona) levii (Sarà & Siribelli, 1960)
- Clathria (Thalysias) linda (de Laubenfels, 1954)
- Clathria (Wilsonella) lindgreni Hooper, 1996
- Clathria (Clathria) lipochela Burton, 1932
- Clathria (Thalysias) lissoclada (Burton, 1934)
- Clathria (Clathria) lissosclera Bergquist & Fromont, 1988
- Clathria (Wilsonella) litos Hooper & Lévi, 1993
- Clathria (Microciona) lizardensis Hooper, 1996
- Clathria (Clathria) lobata Vosmaer, 1880
- Clathria (Microciona) longistyla (Burton, 1959)
- Clathria (Thalysias) longitoxa (Hentschel, 1912)
- Clathria (Microciona) macrochela (Lévi, 1960)
- Clathria (Clathria) macroisochela Lévi, 1993
- Clathria (Isociella) macropora Lendenfeld, 1888
- Clathria (Axosuberites) macrotoxa (Bergquist & Fromont, 1988)
- Clathria (Clathria) maeandrina Ridley, 1884
- Clathria (Thalysias) major Hentschel, 1912
- Clathria (Clathria) marissuperi Pulitzer-Finali, 1983
- Clathria (Axosuberites) marplatensis (Cuartas, 1992)
- Clathria (Microciona) matthewsi Goodwin, Brewin & Brickle, 2012
- Clathria (Thalysias) maunaloa (de Laubenfels, 1951)
- Clathria (Thalysias) membranacea (Thiele, 1905)
- Clathria (Clathria) menoui Hooper & Lévi, 1993
- Clathria (Clathria) meyeri (Bowerbank, 1877)
- Clathria (Thalysias) michaelseni (Hentschel, 1911)
- Clathria (Clathria) microchela (Stephens, 1916)
- Clathria (Microciona) microjoanna (de Laubenfels, 1930)
- Clathria (Microciona) micronesia (de Laubenfels, 1954)
- Clathria (Thalysias) micropunctata (Burton & Rao, 1932)
- Clathria (Clathria) microxa Desqueyroux, 1972
- Clathria (Microciona) microxea (Vacelet & Vasseur, 1971)
- Clathria (Microciona) mima (de Laubenfels, 1954)
- Clathria (Thalysias) minuta (van Soest, 1984)
- Clathria (Wilsonella) mixta Hentschel, 1912
- Clathria (Clathria) mortenseni (Brøndsted, 1924)
- Clathria (Clathria) mosulpia Sim & Byeon, 1989
- Clathria (Clathria) multipes Hallmann, 1912
- Clathria (Axosuberites) multitoxaformis (Bergquist & Fromont, 1988)
- Clathria (Clathria) murphyi Hooper, 1996
- Clathria (Thalysias) mutabilis (Topsent, 1897)
- Clathria (Dendrocia) myxilloides Dendy, 1896
- Clathria (Thalysias) naikaiensis (Hoshino, 1981)
- Clathria (Microciona) namibiensis (Uriz, 1984)
- Clathria (Thalysias) nervosa (Lévi, 1963)
- Clathria (Axosuberites) nidificata (Kirkpatrick, 1907)
- Clathria (Wilsonella) nigra (Boury-Esnault, 1973)
- Clathria (Clathria) noarlungae Hooper, 1996
- Clathria (Microciona) normani (Burton, 1930)
- Clathria (Microciona) novaezealandiae (Brøndsted, 1924)
- Clathria (Thalysias) nuda Hentschel, 1912
- Clathria (Clathria) obliqua (George & Wilson, 1919)
- Clathria (Clathria) oculata Burton, 1933
- Clathria (Clathria) omegiensis Samaai & Gibbons, 2005
- Clathria (Thalysias) orientalis (Brøndsted, 1934)
- Clathria (Thalysias) originalis (de Laubenfels, 1930)
- Clathria (Microciona) osismica (Cabioch, 1968)
- Clathria (Isociella) oudekraalensis Samaai & Gibbons, 2005
- Clathria (Thalysias) oxeota (van Soest, 1984)
- Clathria (Thalysias) oxitoxa Lévi, 1963
- Clathria (Clathria) oxyphila (Hallmann, 1912)
- Clathria (Thalysias) pachyaxia (Lévi, 1960)
- Clathria (Clathria) pachystyla Lévi, 1963
- Clathria (Clathria) papillosa Thiele, 1905
- Clathria (Microciona) parthena (de Laubenfels, 1930)
- Clathria (Clathria) partita Hallmann, 1912
- Clathria (Axosuberites) parva Lévi, 1963
- Clathria (Axosuberites) patula (Hooper, 1996)
- Clathria (Clathria) paucispicula (Burton, 1932)
- Clathria (Clathria) pauper Brøndsted, 1927
- Clathria (Clathria) pellicula Whitelegge, 1897
- Clathria (Microciona) pennata (Lambe, 1895)
- Clathria (Clathria) perforata (Lendenfeld, 1887)
- Clathria (Thalysias) phorbasiformis Hooper, 1996
- Clathria (Clathria) piniformis (Carter, 1885)
- Clathria (Thalysias) placenta (Lamarck, 1814)
- Clathria (Microciona) plinthina (de Laubenfels, 1954)
- Clathria (Clathria) plurityla Pulitzer-Finali, 1983
- Clathria (Microciona) poecilosclera (Sarà & Siribelli, 1960)
- Clathria (Microciona) polita (Ridley, 1881)
- Clathria (Microciona) primitiva (Koltun, 1955)
- Clathria (Thalysias) procera (Ridley, 1884)
- Clathria (Clathria) productitoxa (Hoshino, 1981)
- Clathria prolifera (Ellis & Solander, 1786)
- Clathria (Wilsonella) pseudonapya (de Laubenfels, 1930)
- Clathria (Dendrocia) pyramida Lendenfeld, 1888
- Clathria (Clathria) pyramidalis (Brøndsted, 1924)
- Clathria (Microciona) quadriradiata (Carter, 1880)
- Clathria (Axosuberites) ramea (Koltun, 1964)
- Clathria (Thalysias) ramosa (Kieschnick, 1896)
- Clathria (Clathria) raphanus (Lamarck, 1814)
- Clathria (Thalysias) raraechelae (van Soest, 1984)
- Clathria (Microciona) rarispinosa (Hechtel, 1965)
- Clathria (Clathria) rectangulosa Schmidt, 1870
- Clathria (Thalysias) reinwardti Vosmaer, 1880
- Clathria (Wilsonella) reticulata (Lendenfeld, 1888)
- Clathria (Clathria) rhaphidotoxa Stephens, 1915
- Clathria (Microciona) rhopalophora (Hentschel, 1912)
- Clathria (Microciona) richmondi Hooper, Kelly & Kennedy, 2000
- Clathria (Thalysias) ridleyi (Lindgren, 1897)
- Clathria (Thalysias) robusta (Dendy, 1922)
- Clathria (Cornulotrocha) rosetafiordica Hajdu, Desqueyroux-Faúndez & Willenz, 2006
- Clathria (Axosuberites) rosita Goodwin, Brewin & Brickle, 2012
- Clathria (Clathria) rubens (Lendenfeld, 1888)
- Clathria (Thalysias) rubispina (Lamarck, 1814)
- Clathria (Thalysias) rubra (Lendenfeld, 1888)
- Clathria (Wilsonella) rugosa Hooper & Lévi, 1993
- Clathria (Clathria) sarai Hooper, 1996
- Clathria (Clathria) saraspinifera Hooper, 1996
- Clathria (Clathria) sartaginula (Lamarck, 1814)
- Clathria (Dendrocia) scabida (Carter, 1885)
- Clathria schmitti (de Laubenfels, 1942)
- Clathria (Thalysias) schoenus (de Laubenfels, 1936)
- Clathria (Microciona) scotti (Dendy, 1924)
- Clathria (Isociella) selachia Hooper, 1996
- Clathria (Clathria) shirahama Tanita, 1977
- Clathria (Microciona) sigmoidea (Cuartas, 1992)
- Clathria (Microciona) simae Hooper, 1996
- Clathria (Microciona) similis (Thiele, 1903)
- Clathria (Isociella) skia Hooper, 1996
- Clathria (Clathria) sohuksanensis Kim & Sim, 2006
- Clathria (Thalysias) spiculosa (Dendy, 1889)
- Clathria (Microciona) spinarcus (Carter & Hope, 1889)
- Clathria (Microciona) spinatoxa (Hoshino, 1981)
- Clathria (Thalysias) spinifera (Lindgren, 1897)
- Clathria (Clathria) spinispicula Tanita, 1968
- Clathria (Microciona) spinosa (Wilson, 1902)
- Clathria (Microciona) spongigartina (de Laubenfels, 1930)
- Clathria (Clathria) spongodes Dendy, 1922
- Clathria (Clathria) squalorum Hooper & Wiedenmayer, 1994
- Clathria (Microciona) stephensae Hooper, 1996
- Clathria (Microciona) strepsitoxa (Hope, 1889)
- Clathria (Clathria) striata Whitelegge, 1907
- Clathria (Clathria) stromnessa Goodwin, Brewin & Brickle, 2012
- Clathria (Thalysias) styloprothesis Hooper, 1996
- Clathria surculosa (Esper, 1794)
- Clathria (Microciona) tenuis (Stephens, 1915)
- Clathria (Microciona) tenuissima (Stephens, 1916)
- Clathria (Clathria) terraenovae Dendy, 1924
- Clathria (Microciona) tetrastyla (Hentschel, 1912)
- Clathria (Axosuberites) thetidis (Hallmann, 1920)
- Clathria (Microciona) thielei (Hentschel, 1912)
- Clathria (Thalysias) tingens Hooper, 1996
- Clathria (Thalysias) topsenti (Thiele, 1899)
- Clathria (Clathria) tortuosa Uriz, 1988
- Clathria (Thalysias) toxifera (Hentschel, 1912)
- Clathria (Microciona) toximajor Topsent, 1925
- Clathria (Clathria) toxipraedita Topsent, 1913
- Clathria (Microciona) toxirecta (Sarà & Siribelli, 1960)
- Clathria (Clathria) toxistricta Topsent, 1925
- Clathria (Clathria) toxistyla (Sarà, 1959)
- Clathria (Microciona) toxitenuis Topsent, 1925
- Clathria (Clathria) toxivaria (Sarà, 1959)
- Clathria (Clathria) transiens Hallmann, 1912
- Clathria (Dendrocia) tuberculata (Burton, 1934)
- Clathria (Wilsonella) tuberosa (Bowerbank, 1875)
- Clathria (Microciona) tunisiae Hooper, 1996
- Clathria (Clathria) ulmus Vosmaer, 1880
- Clathria (Clathria) unica Cuartas, 1992
- Clathria (Microciona) urizae Hooper, 1996
- Clathria (Microciona) vacelettia Hooper, 1996
- Clathria (Clathria) vasiformis (de Laubenfels, 1953)
- Clathria (Thalysias) venosa (Alcolado, 1984)
- Clathria (Thalysias) virgultosa (Lamarck, 1814)
- Clathria (Thalysias) vulpina (Lamarck, 1814)
- Clathria (Thalysias) wesselensis Hooper, 1996
- Clathria (Clathria) whiteleggei Dendy, 1922
- Clathria (Clathria) wilsoni Wiedenmayer, 1989
- Clathria (Clathria) zoanthifera Lévi, 1963